# RIM-8 Talos
«Талос» (англ. RIM-8 Talos) — американская зенитная управляемая ракета дальнего радиуса действия, входившая в состав зенитного ракетного комплекса морского базирования «Талос». Принята на вооружение ВМС США в 1957 году, выведена из эксплуатации в 1979 году. Является одной из первых зенитных ракет использовавшихся для оснащения кораблей ВМС США.
Первыми кораблями, вооружёнными этой ракетой стали три крейсера типа «Галвестон», переоборудованные в 1958—1961 годах.
Ракета RIM-8 «Талос» оснащалась обычной или ядерной боевой частью W30 мощностью в 2 килотонны. Тяга обеспечивалась твердотопливным ускорителем на разгонном участке и прямоточным воздушно-реактивным двигателем компании Bendix на участке управляемого полёта до цели. Пусковая установка палубная наводимая, станкового типа с двумя пусковыми балками и нижней подвеской ракеты. Ближайший советский аналог, ЗУР 3М8 для ЗРК «Круг», также имел двухступенчатую компоновку.
Модификация ракеты для использования в целях противоракетной обороны кораблей (для уничтожения ПКР на подлёте) получила словесное название «Супер Талос».
Не израсходованные к 1976 году ракеты «Талос» были переделаны в сверхзвуковые ракеты-мишени MQM-8G «Вандал». Запас этих ракет был израсходован к 2008 году.

## История
Первый пуск серийного образца ракеты с борта корабля-носителя, — ракетного крейсера «Галвестон», — состоялся 25 февраля 1959 г.

## Задействованные структуры
В разработке и производстве ракет «Талос» и отдельных её деталей были задействованы следующие структуры:

| Подрядчики первой очереди (частный сектор) - Система наведения ракет и блок управления ракеты, испытания и сборка — Bendix Corp., Bendix Products Mishawaka Division, Мишавока, Индиана; - Полуактивная радиолокационная головка самонаведения — Farnsworth Electronics Co., Форт-Уэйн, Индиана; - Доплеровский прибор головки самонаведения — International Telephone & Telegraph Corp., ITT Laboratories Division, Натли, Нью-Джерси; - Аналого-цифровой преобразователь — United Aircraft Corp., Norden Division, Ketay Department, Стамфорд, Коннектикут; - Аэродинамические элементы, рулевые поверхности, стабилизация — United Aircraft Corp., Ист-Хартфорд, Коннектикут; - Техническое руководство программой работ, проектирование стержневой боевой части — Лаборатория прикладной физики Университета Джонса Хопкинса, Силвер-Спринг, Мэриленд; - Проектирование, разработка и предсерийное производство разгонных двигателей — Aerojet-General Corp., Allegany Ballistics Laboratory, Камберленд, Мэриленд; - Ядерная боевая часть — AT&T Corporation, Sandia Corp., Альбукерке, Нью-Мексико; - Бортовой аналоговый вычислитель ракеты — Sperry Rand Corp., Sperry-Gyroscope Division, Грейт-Нек, Лонг-Айленд, Нью-Йорк; - Бесконтактный датчик цели — Melpar, Inc., Фолс-Черч, Виргиния (разработка); Motorola Inc., Финикс, Аризона (производство); - Взрыватель, электромеханические приводы управления боевой части, часовой механизм, предохранительные механизмы / переводчики взрывателя на боевой взвод (разработка) — Bulova Watch Company, Research & Development Laboratories, Industrial and Military Products Division, Вудсайд, Куинс, Нью-Йорк; Philco Corp., Government Industrial Division, Филадельфия, Пенсильвания; - Предохранительный механизм / переводчик взрывателя на боевой взвод Mk 12 (производство) — Maxson Electronics Corp., Грэйт-Ривер, Лонг-Айленд, Нью-Йорк; - Предохранительный механизм / переводчик взрывателя на боевой взвод Mk 12-0 (производство) — BorgWarner Inc., General Sintering Corp. (Borg Warner), Мелроз-Парк, Иллинойс; - Устройство снаряжения боевой части — General Mills, Inc., Миннеаполис, Миннесота; - Распределительная коробка — Miller Research Corp., Балтимор, Мэриленд; - Набор металлических деталей для боевой части — ACF Industries, Inc., ERCO Division → ACF Electronics Division, Ривердейл, Мэриленд; Portland Copper & Tank Works, Inc., Портленд, Мэн; - Набор металлических деталей для разгонного двигателя — H. K. Porter Co., Inc., National Electric Division, Амбридж, Пенсильвания; - Контрольно-проверочная аппаратура — Bendix Corp., York Division, Йорк, Пенсильвания; - Инертная боевая часть (болванка), массо-габаритные макеты ракет — Washington Technological Association, Роквилл, Мэриленд; | - Провода и кабели — Electrodyne Corp., Детройт, Мичиган. Подрядчики первой очереди (государственный сектор) - Набор металлических деталей для конвенциональной стержневой боевой части и двигателя, разработка транспортного контейнера, погрузочно-разгрузочного оборудования — Луисвиллский оружейный завод Главного управления вооружения ВМС США, Луисвилл, Кентукки; - Разработка боевой части — Силвер-Спрингская оружейная лаборатория ВМС США, Уайт-Ок, Силвер-Спринг, Мэриленд; - Разработка взрывателя и предохранительного механизма / переводчика взрывателя на боевой взвод — Оружейная лаборатория Главного управления вооружения ВМС США в Короне, Риверсайд, Калифорния; - Бесконтактный датчик цели (разработка) — Исследовательский центр авионики ВМС США в Индианаполисе, Индиана; - Снаряжение боевых частей опытных и предсерийных образцов — Испытательная станция Главного управления вооружения ВМС США в Чайна-Лейк, Керн, Калифорния; - Снаряжение боевых частей серийных образцов — Йорктаунский оружейный завод ВМС США, Йорктаун, Виргиния; - Снаряжение разгонных двигателей — Индианхедский завод боеприпасов ВМС США, Индиан-Хед, Мэриленд. Субподрядчики (частный сектор) - Блок управления ракеты — Bendix Corp., Bendix-Pacific Division, Северный Голливуд, Калифорния; Bendix Corp., Bendix Radio Division, Балтимор, Мэриленд; Bendix Corp., Scintilla Magneto Division, Сидни, Нью-Йорк; Brooks & Perkins, Inc., Сент-Луис, Миссури; Hazeltine Corp., Литтл-Нек, Лонг-Айленд, Нью-Йорк; Raytheon Co., Уолтем, Массачусетс; Sonotone Corp., Чикаго, Иллинойс; M. C. Manufacturing Co., Индианаполис, Индиана; - Инерциальная система навигации, гироскопическая система пространственной ориентации — General Precision, Inc., Kearfott Division, Литл-Фолс, Нью-Джерси; - Генераторы сверхвысокочастотного излучения — Varian Associates, Пало-Альто, Калифорния; - Набор металлических деталей корпуса ракеты, маршевой ступени, сборочные узлы прямоточного воздушно-реактивного двигателя, рулевого отсека, блока управления, головного обтекателя — McDonnell Aircraft Corp., Сент-Луис, Миссури; Fairchild-Stratos Corp., Хейгерстаун, Мэриленд; - Корпус ракетного двигателя — Avco Corporation, Lycoming Division, Стратфорд, Коннектикут; - Тугоплавкие магниевые сплавы для компонентов тела ракеты — Dow Chemical Company, Мидленд, Мичиган; - Термокерамическое покрытие внешнего бандажа блока крепления сопла — Armour Research Foundation, Чикаго, Иллинойс (разработка); Continental Coatings Corp., Кливленд, Огайо (производство). |

## Конструкция

### Боевая часть
На протяжении периода эксплуатации, различные модификации ракет оснащались разными типами боевых частей. С самого начала разработки, обычные осколочно-фугасные боевые части были сочтены непригодными из-за быстрого снижения плотности поля осколков по мере отдаления от точки детонации и малой поражающей способности отдельных осколков.
Боевая часть ракеты была оснащена двумя типами взрывателей: контактным и дистантным радиолокационным. Четыре антенны радиовзрывателя создавали впереди ракеты четыре перекрывающихся конических сектора, при появлении цели в любом из которых на дистанции менее 30 метров срабатывал взрывчатый заряд. Прямо по курсу ракеты находилось «слепое пятно» радиовзрывателя: считалось, что если цель находится прямо по курсу, то ракета с высокой степенью вероятности поразит её прямым попаданием. По отзывам экипажей оперировавших «Талосом» кораблей вероятность прямого поражения мишени на учениях была достаточно высока.

#### Стержневая боевая часть
Устанавливалась на первой модификации RIM-8A. Располагалась вокруг канала воздухозаборника ракеты в головной части. Состояла из множества плотно упакованных стержней, под которыми находился заряд взрывчатки, разбрасывающий стержни в стороны от ракеты при детонации. Хотя масса (и следовательно, поражающая способность) каждого отдельного стержня была значительно выше чем у обычного осколка, тем не менее, проблема с быстрым снижением плотности поля поражающих элементов сохранялась.

#### Неразрывно-стержневая боевая часть (ранняя)
Модификация ракеты RIM-8C была оснащена неразрывно-стержневой боевой частью, поражающий элемент в которой состоял не из отдельных стержней, но из сложенного «гармошкой» стального прута толщиной 8 миллиметров. При детонации заряда взрывчатки, прут стремительно распрямлялся, образуя в воздухе сплошное кольцо, ориентированное перпендикулярно центральной оси ракеты и расширяющееся до двадцати метров в диаметре.
Эта модификация существенно повысила эффективность боевой части ракеты. Сплошное кольцо в качестве поражающего элемента гарантировало, что неприятельский летательный аппарат в радиусе двадцати метров будет поражён почти со 100 % вероятностью, при этом удар о полосу прута гарантировал намного более тяжёлые повреждения чем отдельные осколки или стержни.
Первые неразрывно-стержневые боевые части также размещались в виде полого цилиндра, вокруг канала воздухозаборника ракеты.

#### Неразрывно-стержневая боевая часть Mk-46
Эта боевая часть устанавливалась на RIM-8E «Универсальный Талос». Главным её отличием было расположение — боевую часть перенесли в центральное тело воздухозаборника (на это место также могла устанавливаться ядерная боевая часть), что позволило улучшить конструкцию ракеты и усовершенствовать конструкцию боевой части.
Боевая часть Mk-46 состояла из слоя сложенного гармошкой стального прута вокруг заряда. При детонации, прут образовывал кольцо диаметром 30 метров.

#### Ядерная боевая часть W-30
Ядерная боевая часть W-30 мощностью от 0,5 до 4,7 килотонн была разработана для эффективного поражения групповых целей (плотные ракетные залпы или самолёты в плотном построении). Боеголовка использовала сферическую имплозию на урановом сплаве (94 % U235, 5 % U238 и 1 % U234) с двумя дополнительными внешними источниками нейтронов, необходимыми ввиду небольшого количества распадающегося материала в боеголовке. Для увеличения мощности заряда, непосредственно перед детонацией дейтериевая газовая смесь впрыскивалась из баллона внутрь боеголовки.
При детонации, боеголовка обеспечивала эффективное поражение нейтронным потоком, световой и тепловой волной летательных аппаратов в радиусе 900—1800 метров от эпицентра. Ударная волна имела меньшее значение, так как детонация обычно проводилась на большой высоте, где атмосфера была существенно разрежённой. Считалось, что само наличие атомных боевых частей вынудит самолёты противника рассредотачивать построение, становясь лёгкой мишенью для ракет с обычным снаряжением.
Первоначально, атомными боеголовками была оснащена модификация RIM-8B и модификация увеличенного радиуса действия RIM-8D. Атомные боевые части устанавливались в центральном теле впускной воронки воздухозаборника. В дальнейшем, была разработана универсальная ракета RIM-8E, которая, в зависимости от необходимости, могла быть быстро оснащена ядерной или обычной боевой частью.

## ТТХ
Ракета обладала следующими характеристиками:
- Зона поражения:
  - по дальности — 105 км
  - по высоте — 28 км
- Скорость полета — 2,5 М
- Масса ракеты:
  - без ускорителя — 1540 кг
  - с ускорителем — 3540 кг
- Длина ракеты:
  - без ускорителя — 6,15 м
  - с ускорителем — 9,50 м
- Диаметр ракеты — 0,76 м
- Размах крыла — 2,85 м
- Число ступеней — 2
- Тип двигателя:
  - стартовый — твердотопливный ракетный
  - маршевый — прямоточный воздушно-реактивный
- Управление:
  - маршевый участок — по радиолучу
  - оконечный участок — полуактивное радиолокационное самонаведение
- Боевая часть:
  - ядерная — W30
  - Стержневая
  - Неразрывно-стержневая — 136 кг

## Корабли-носители
- Ракетные крейсера типа «Галвестон»
- Ракетные крейсера типа «Олбани»
- Ракетный крейсер «Лонг-Бич»